# Günz
Günz er en flod i den tyske delstat Bayern, og en af Donaus bifloder. Den 55 km lange flod  har sit udspring ved Lauben hvor den vestlige og den østlige Günz løber sammen. Disse floder er 30 og 35 km lange og har deres udspring ved Obergünzburg i kommunen Untrasried (vestlige Günz) og sydøst for Günzach (østlige Günz). Ved Günzburg munder Günz ud i Donau.
Günz har et afvandingsareal på 710 km².
Günz har givet navn til Günzistiden. 

## Byer og landsbyer ved Günz
Østlige Günz:
- Günzach
- Obergünzburg
- Ronsberg
- Engetried
- Markt Rettenbach
- Gottenau
- Sontheim
- Schlegelsberg
- Erkheim

Vestlige Günz:
- Hopferbach
- Ottobeuren
- Westerheim

Günz:
- Lauben (Unterallgäu)
- Günz
- Egg a.d.Günz
- Babenhausen
- Kettershausen
- Breitenthal (Schwaben)
- Deisenhausen
- Wattenweiler
- Ellzee
- Ichenhausen
- Kötz
- Günzburg

48°27′43.99″N 10°16′31.5″Ø / 48.4622194°N 10.275417°Ø